# Saint-Ouen-d'Attez
Saint-Ouen-d'Attez è un comune francese di 275 abitanti situato nel dipartimento dell'Eure nella regione della Normandia.

## Società

### Evoluzione demografica
Abitanti censiti